# Guimaëc
Guimaëc (tiếng Breton: Gwimaeg) là một xã của tỉnh Finistère, thuộc vùng Bretagne, miền tây bắc Pháp.

## Dân số
Người dân ở Guimaëc được gọi là Guimaëcois.